# Rabots gletsjer (Lapland)
 For alternative betydninger, se Rabots gletsjer. (Se også artikler, som begynder med Rabots gletsjer)
Rabots gletsjer er en stor gletsjer (svensk: glaciär) i en dal på nordvestsiden af bjerg-kæden Kebnekaise i Lappland i Sverige. Den blev første gang, videnskabeligt beskrevet af Schytt (1947, 1959) og senere af Brugger (1992) Stroeven og van de Val (1990). 
Den ældste dokumentation for gletsjerne stammer fra 1883, hvor den franske geograf Charles Rabot, fotograferede den da han var ved at bestige Kebnekaise for første gang. I 1910 blev den besøkt af Enquist som foretog en detaljeret fotodokumentation af hele gletsjeren.
67°55′N 18°30′Ø / 67.91°N 18.5°Ø